# Национальный культурный центр Украины в Москве
Национальный культурный центр Украины в Москве (укр. Національний культурний центр України в Москві) — культурологический центр, представляющий современную культуру и образование Украины в столице России, закрыт в 2022 году после нападания России на Украину.

## История
14 мая 1993 года вышло постановление Кабинета Министров Украины «О создании Культурного центра Украины в г. Москве».
В Культурный центр открылся 27 ноября 1998 года.
8 февраля 2010 Президент Украины Виктор Ющенко принял Указ № 140/2010 «О предоставлении Культурному центру Украины в Москве статуса национального».
Лозунгом НКЦ Украины в Москве являются слова украинского историка Михаила Грушевского:
Мы должны помнить, что представляем великий народ и должны представлять его с достоинством.

После 2014 года на здание культурного центра неоднократно совершались нападения, в ходе которых неизвестные сжигали флаги Украины, наносили надписи на здание и прочее. Граждане РФ, работающие в центре, саботировали его работу и срывали культурные мероприятия, что по мнению его директора было «саботажем со стороны российских властей».
На фоне российско-украинского конфликта центр сделал ещё больший акцент на культурные мероприятия. И отказался от всего, что могло бы спровоцировать антиукраинские настроения. Планировалось открыть региональные филиалы там, где есть украинская община: в Санкт-Петербурге, Ростове-на-Дону и Казани.
После начала российского вторжения на Украину был закрыт. С табличек перед входом были удалены гербы Украины, а также упоминание управления делами администрации президента Украины.В 2024 году президент России Владимир Путин утвердил денонсацию соглашения с Украиной о культурных центрах.

## Здание
Четырёхэтажный доходный дом конца девятнадцатого века на Старом Арбате министерство культуры Украины купило за символическую стоимость у правительства Москвы в 1994 году. На реставрацию полуразрушенного здания ушло несколько лет. Внутри расположены выставочные пространства, концертный зал на триста человек и небольшая украинская библиотека на 8 тысяч томов. Все мероприятия, кроме курсов украинского языка, бесплатные.

## Структура

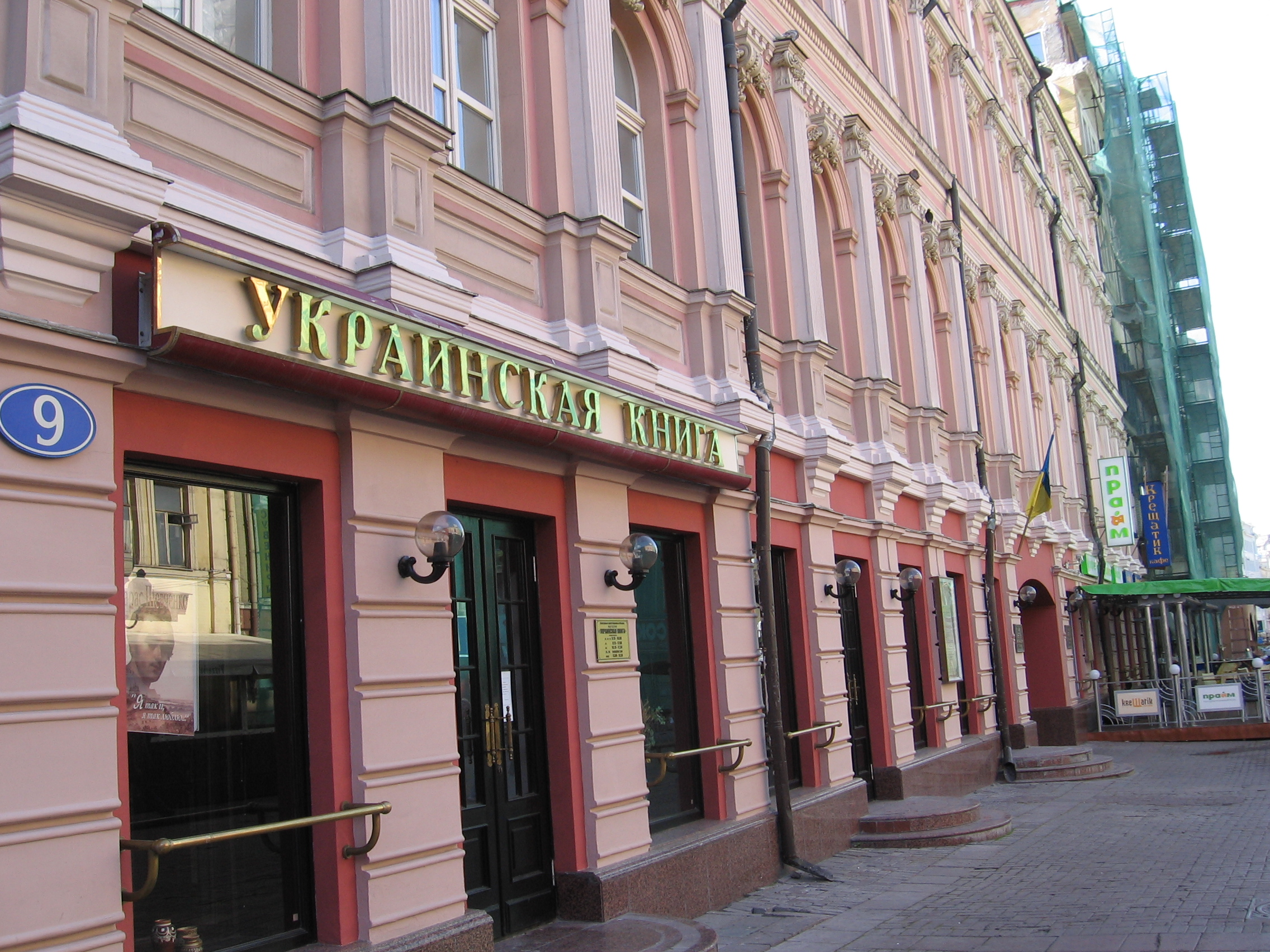
Магазин «Украинская книга» на Арбате в 2013 году

При Национальном культурном центр Украины работают следующие организации:
- Библиотека имени Богдана Ступки;
- Украинская воскресная школа имени Павла Поповича;
- Курсы украинского языка;
- Магазин «Украинская книга»;
- Мемориальная комната Тараса Шевченко и Михаила Грушевского;
- Кондитерская[5];
- Ресторан быстрого питания[5];
- Магазины антиквариата и настольных игр[5].

## Руководство
Официально центр подчиняется управлению делами администрации президента Украины. Генеральным директором центра с 2001 года и до 15 июля 2015 был Мельниченко Владимир Ефимович. В начале 2016 экс-президенты Украины Леонид Кравчук, Леонид Кучма и Виктор Ющенко обратились к действующему Президенту Украины Петру Порошенко с просьбой восстановить Мельниченко в должности директора культурного центра Украины в Москве.
С марта 2016 года по апрель 2017 года генеральным директором Национального культурного центра Украины в Москве был кандидат искусствоведения, доцент, заслуженный работник культуры Украины Ионов Владимир Ильич.
В июне 2017 года Национальный культурный центр Украины в Москве возглавил журналист Валерий Владимирович Юрченко.